# Nuit bleue (film)
Pour les articles homonymes, voir Nuit bleue (homonymie).
Pour plus de détails, voir Fiche technique et Distribution.
Nuit bleue est un film français réalisé par Ange Leccia, sorti en 2011.

## Synopsis
Réalisé par l’artiste corse Ange Leccia, Nuit bleue raconte l’histoire d’une jeune femme, Antonia, qui revient sur son île natale, à la suite de la disparition en mer de l’un des siens. Elle est ballotée entre son ancien amour, Ettore, et Alexandre, un jeune homme mutique et lumineux. Cet ancrage dans le milieu masculin du nationalisme armé est le prétexte à une dérive dans les paysages du Cap Corse qui devient un paysage à part entière.

## Fiche technique
- Réalisation : Ange Leccia
- Scénario : Ange Leccia, Bernard Joisten et Yves Bichet
- Photographie : Benoît Chamaillard
- Musique : Christophe Van Huffel
- Son : Julien Ripert
- Montage : Julie Duclaux
- Production : Adeline Lécallier et François Bertrand
- Durée : 86 minutes
- Pays :  France
- Date de sortie : France, 13 avril 2011

## Distribution
- Cécile Cassel
- François Vincentelli
- Alexandre Leccia
- Jean-Pierre Giudicelli